# Schwarzer Maulbrüter
Der Schwarze Maulbrüter (Haplochromis nubilus (Lat.: nubilus = wolkig, düster)) ist eine Buntbarschart, die endemisch im ostafrikanischen Viktoriasee, in einigen der zufließenden Flüsse und in einigen kleinen Nebensee (z. B. im Nabugabo-See) vorkommt. Es gibt auch Berichte über Vorkommen im Eduardsee, im Georgsee und im Kyogasee. Dabei handelt es sich aber wahrscheinlich um andere, ähnliche Arten.

## Merkmale
Die Fischart kann eine Gesamtlänge von 13 cm erreichen. Die Körperhöhe liegt bei 37 bis 39 % der Standardlänge, die Kopflänge beträgt etwa 34 % der Standardlänge, die Schnauzenlänge liegt bei 33,5 bis 34,5 % der Kopflänge. Das leicht vorstülpbare Maul reicht bis unter die Pupille. Dominante Männchen sind fast völlig schwarz bis grünschwarz gefärbt, lediglich der Rand der Rückenflosse, einige Flecken und Streifen auf der Rückenflosse, der Hinterrand der Schwanzflosse und der größte Teil der Afterflosse sind scharlachrot. Letztere trägt drei bis vier dottergelbe Eiflecke. Unterlegene Männchen sind blaugrau, die rötlichen Flossenteile sind blass. Weibchen sind grau, gelbgrau oder olivgrün, ihre Flossen graugrün bis gelblich und transparent. Charakteristisch für die Art ist die über den Augen bei älteren Tieren eingebuchtete Stirnlinie.
- Flossenformel: Dorsale XV/9–10, Anale III/8–9.
- Schuppenformel: SL 30–33.

## Lebensweise
Der Schwarze Maulbrüter kommt im flachen, vegetationsreichen Wasser der Uferregionen vor und ist ein Allesfresser, der sich vor allem von Insektenlarven und kleinen Krebstieren ernährt. Wie alle Haplochromis-Arten ist der Schwarze Maulbrüter ein ovophiler Maulbrüter, bei dem das Weibchen die Brutpflege übernimmt. Eine Brut umfasst etwa 30 bis 50 Jungfische, die nach knapp drei Wochen aus dem Maul endgültig freigesetzt werden.